# 완주 안심사 금강계단
완주 안심사 금강계단(完州 安心寺 金剛戒壇)은 대한민국 전북특별자치도 완주군 운주면 안심사에 있는, 17세기 중반 이후 1759년 이전에 조성된 부처의 치아사리(齒牙舍利)와 의습(衣襲)을 봉안한 불사리탑이다.
2005년 6월 13일 대한민국의 보물 제1434호로 지정되었고, 2010년 12월 27일 현재의 명칭으로 변경되었다.

## 개요
완주 안심사 금강계단은 17세기 중반 이후 1759년 이전에 조성된 부처의 치아사리(齒牙舍利)와 의습(衣襲)을 봉안한 불사리탑으로, 중앙의 불사리탑(높이 176cm)이나 네 구의 신장상(높이 110cm∼133cm), 그리고 넓은 기단을 형성한 방단의 석조 조형물들은 그 조형 수법이 매우 뛰어나다.
특히 단층 계단 면석의 연화문과 격자 문양 등의 조각수법은 장식성과 섬세함이 부각되어 매우 우수한 조형미를 표현하고 있으며, 신장상의 조각 또한 갑옷과 신체의 세부 표현에 있어 매우 세련되고 풍부한 양감을 표현하고 있다.
완주 안심사 금강계단은 인근에 위치한 안심사사적비(전라북도 유형문화재 제110호)에 그 조성 기록이 남아 있으며, 전라북도 유형문화재 제109호(1984지정) “안심사계단 및 승탑군”에서 “안심사계단”만 분리되어 보물로 승격되었다.

## 보물 승격사유
안심사계단은 인근에 위치한 안심사사적비(전라북도 유형문화재 제110호)에 "부처의 치아사리(齒牙舍利) 1과와 의습(衣襲) 10벌을 봉안했다"는 기록으로 볼 때 승사리탑이 아닌 불사리탑인 점과 더불어 조성 시기는 17세기 중반 이후 1759년 이전(사적비 비문을 김석주 (1634-1694)가 짓고 비는 1759년에 세워짐) 임을 알 수 있다.
석조계단 중앙의 석종형 부도(높이 176cm)나 네 구의 신장상(높이 110cm~1330cm), 그리고 넓은 기단을 형성한 방단의 석조 조형물들은 그 조형 수법이 탁월하여 새로운 미술사적 연구자료로 평가된다.
특히 단층 계단 면석의 연화문과 격자 문양 등의 조각수법은 장식성과 섬세함이 부각되어 매우 우수한 조형미를 표현하고 있으며, 신장상의 조각도 갑옷과 신체의 세부 표현에 있어 매우 세련되고 풍부한 양감을 표현하고 있다.
이 석조계단은 시기적으로 1613년의 대구 용연사 석조계단과 친연성을 지니고 있으나 조각수법은 이를 능가하며 조선중기 불교 조각상의 이해와 한국 불사리석조계단의 계보를 파악하는데 좋은 자료로서 국가 지정 문화재로서의 가치가 충분하다.

## 갤러리

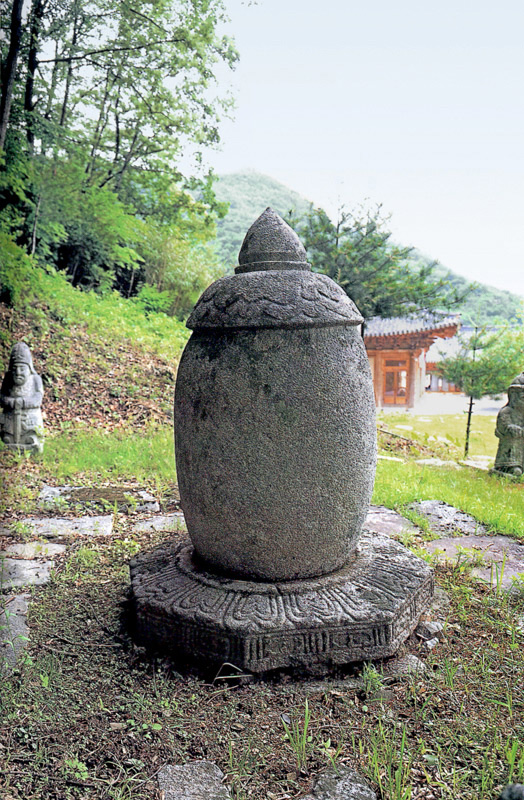
안심사계단및승탑군
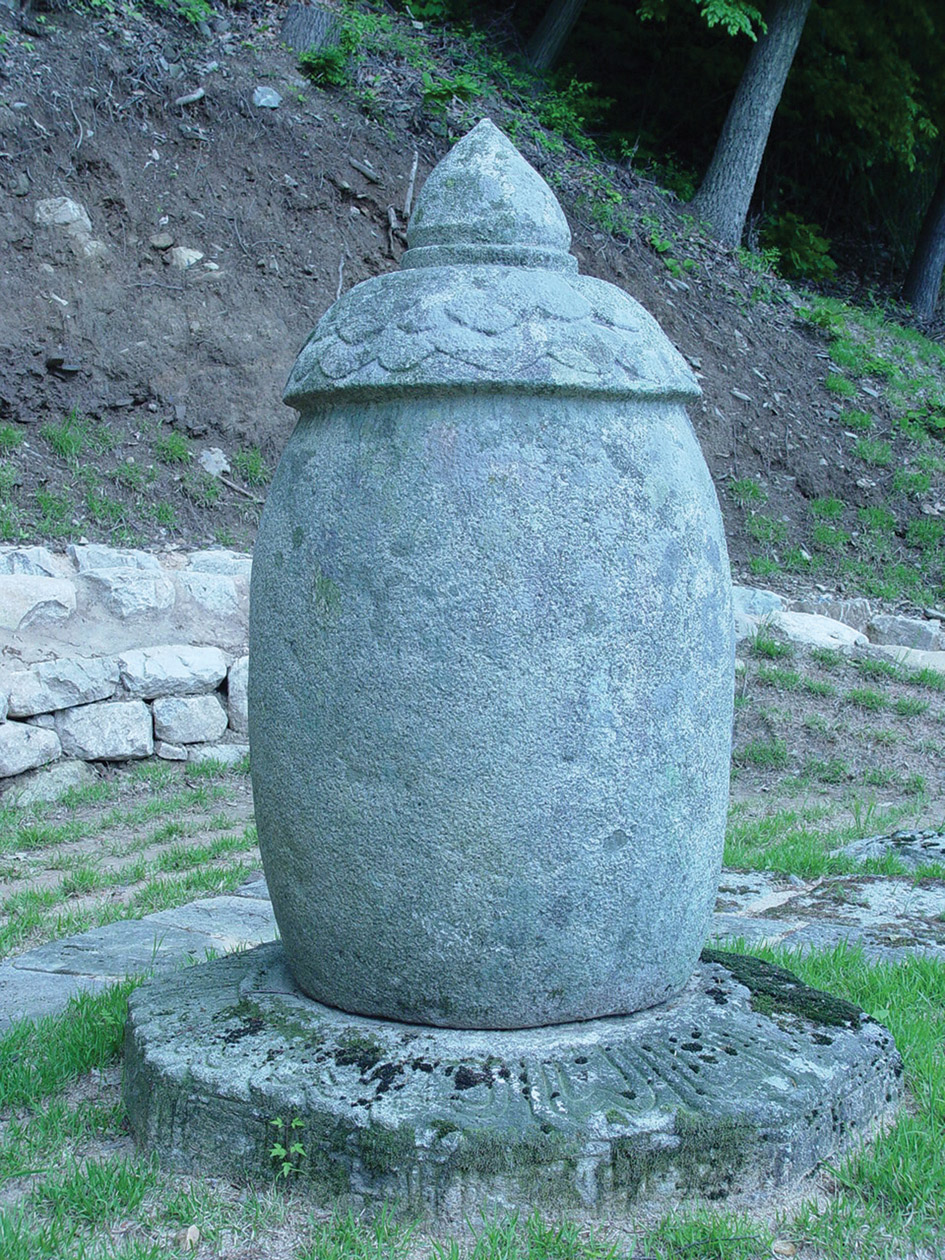
종형 불사리탑
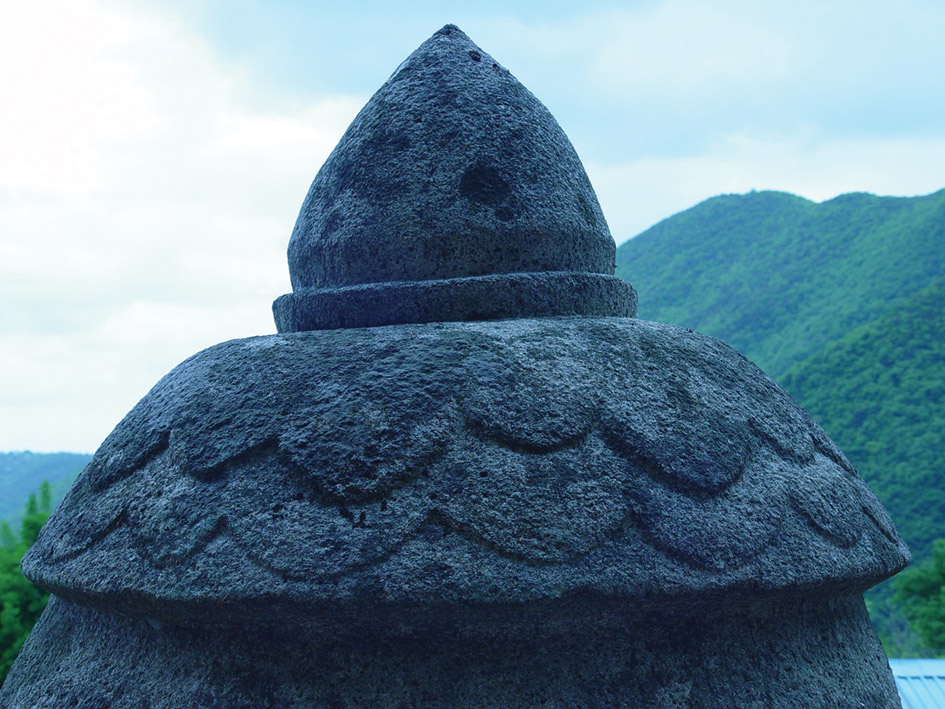
불사리탑 상부 보주형 장식
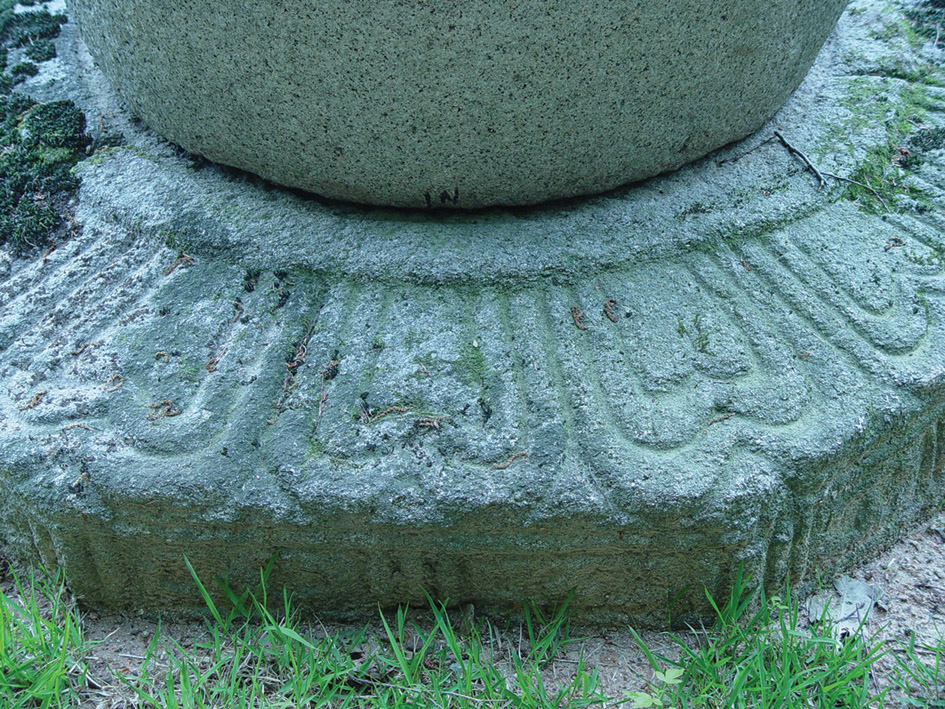
불사리탑 하부 지대석
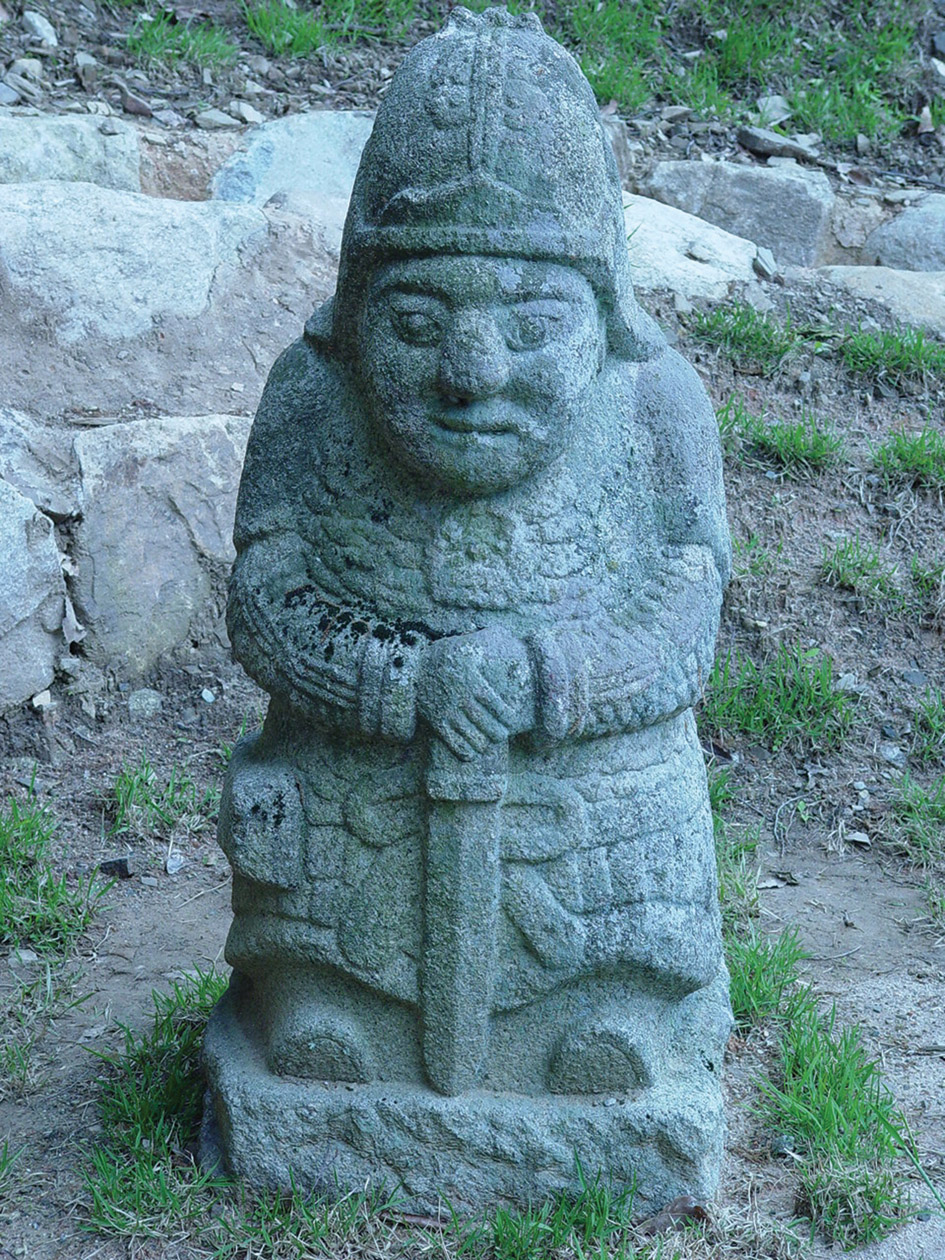
신장상
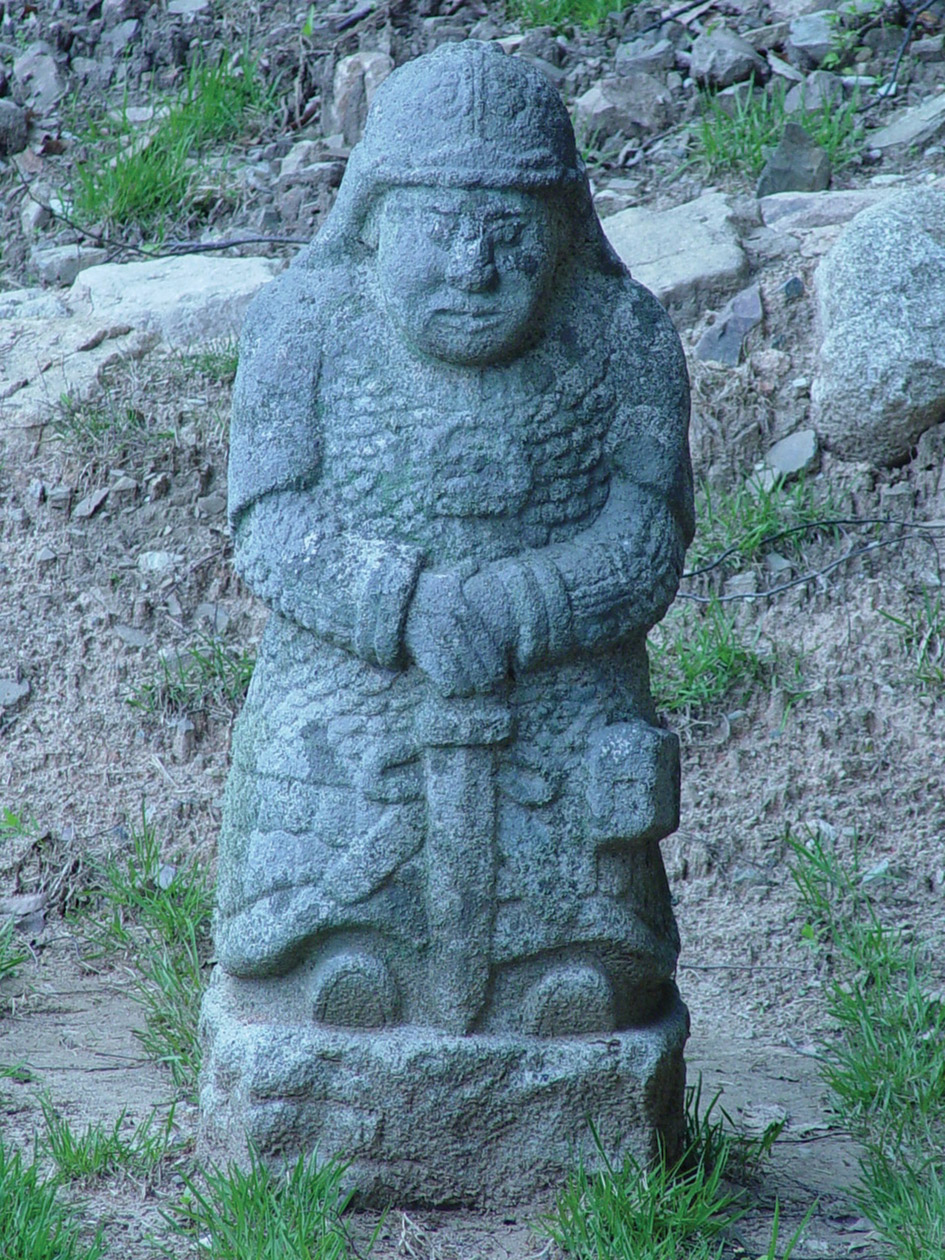
신장상
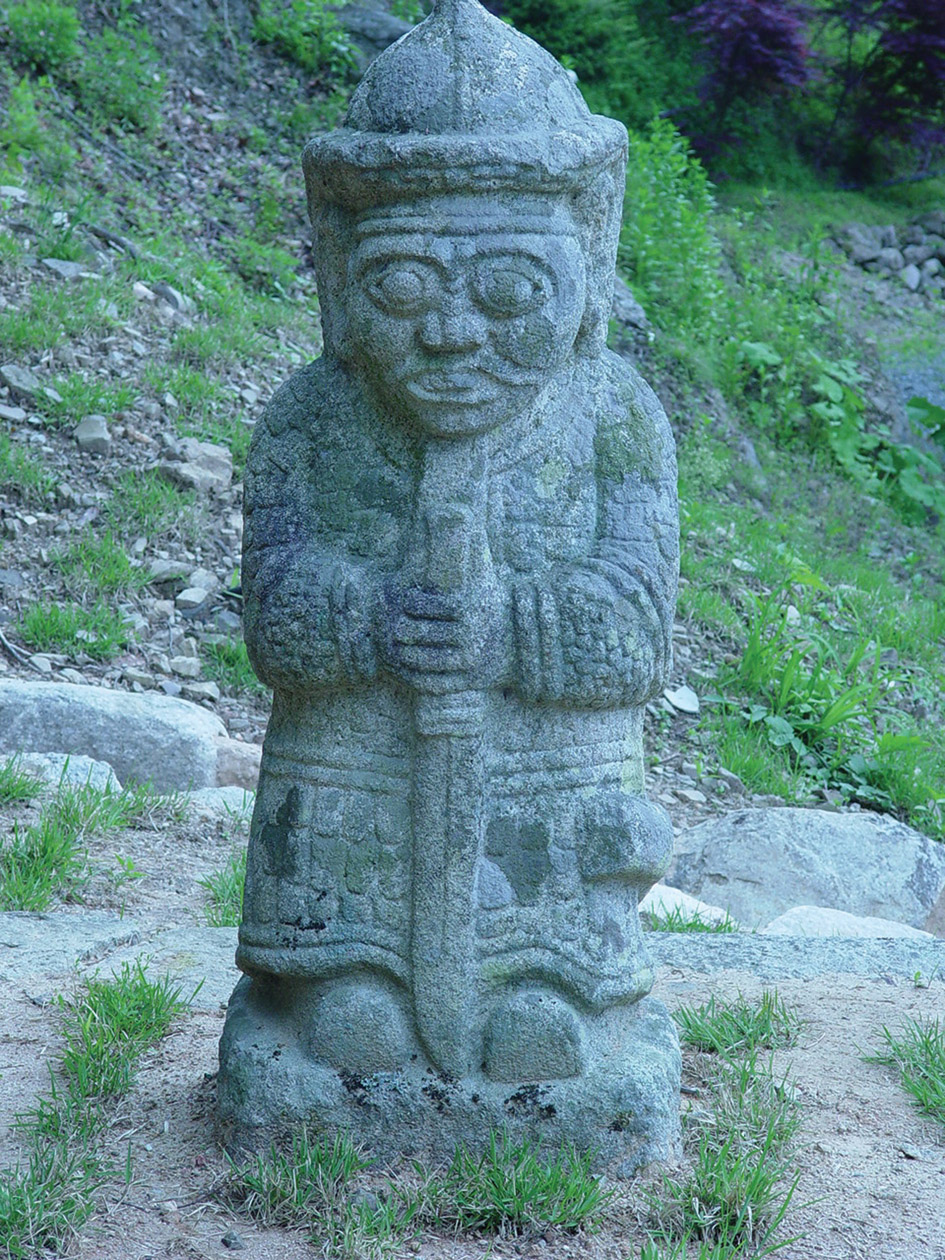
신장상
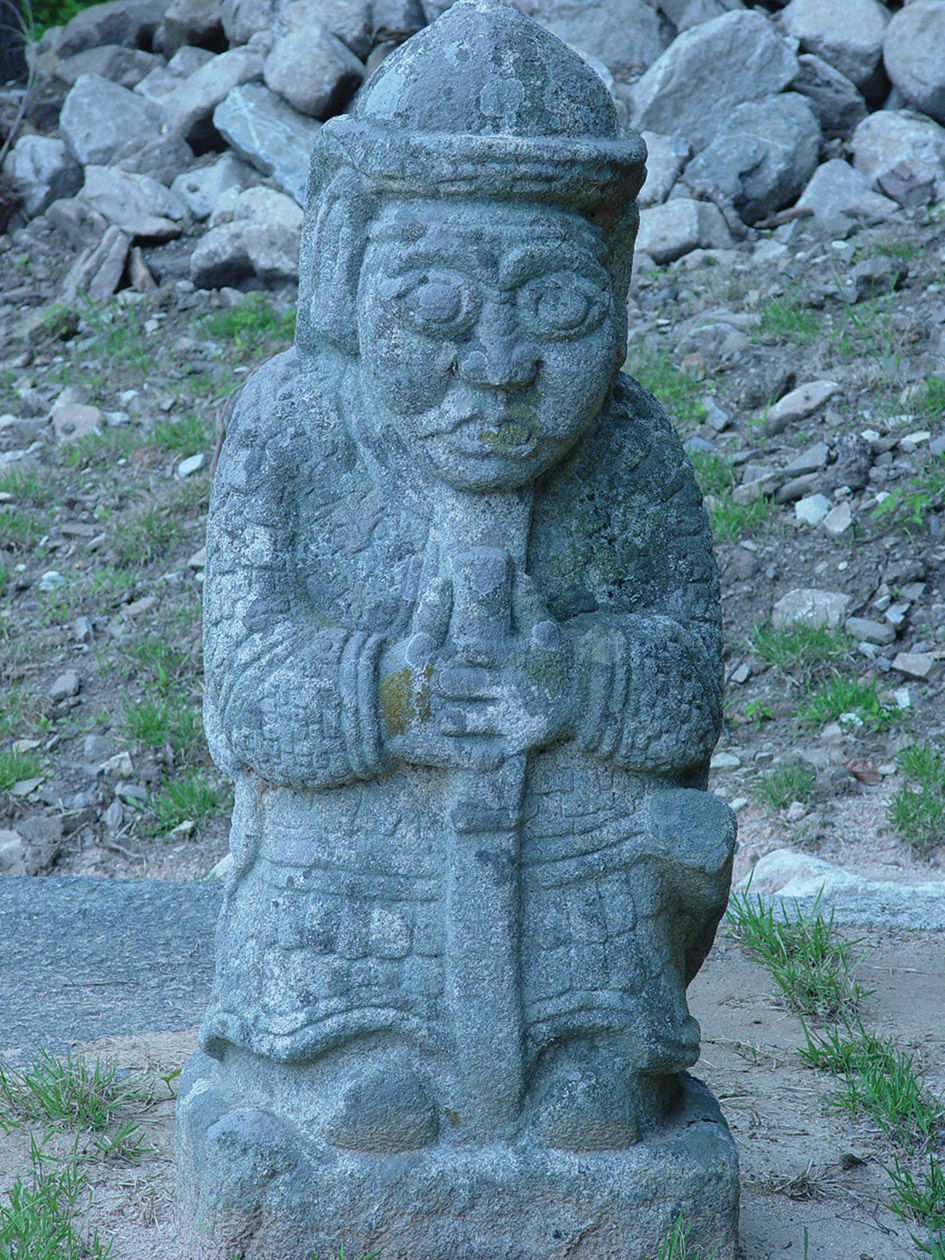
신장상
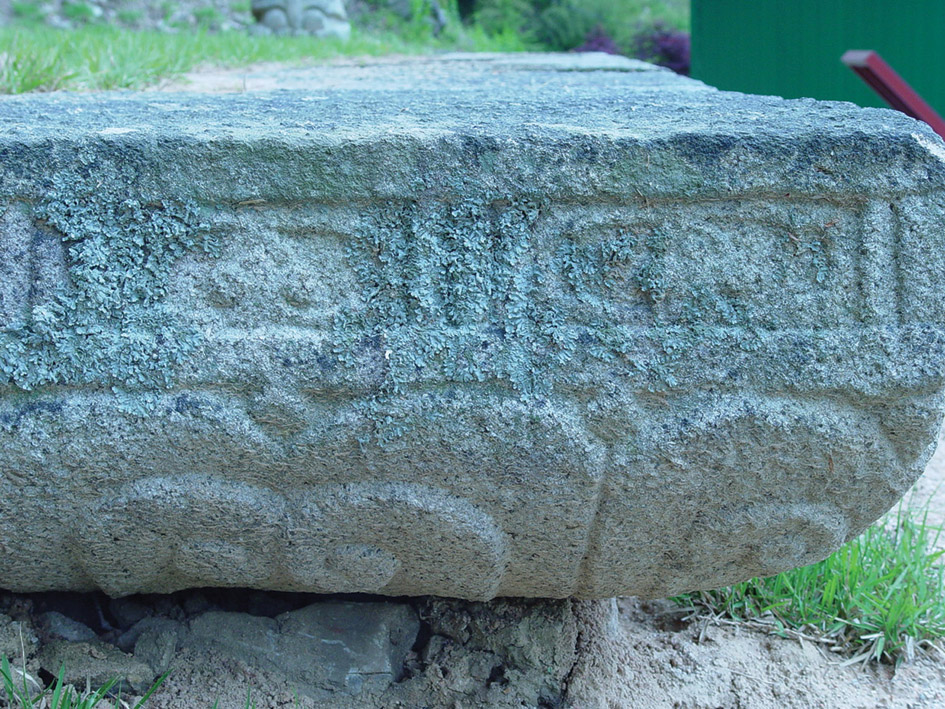
앙련과 안상문이 새겨진 계단 형태의 방형대
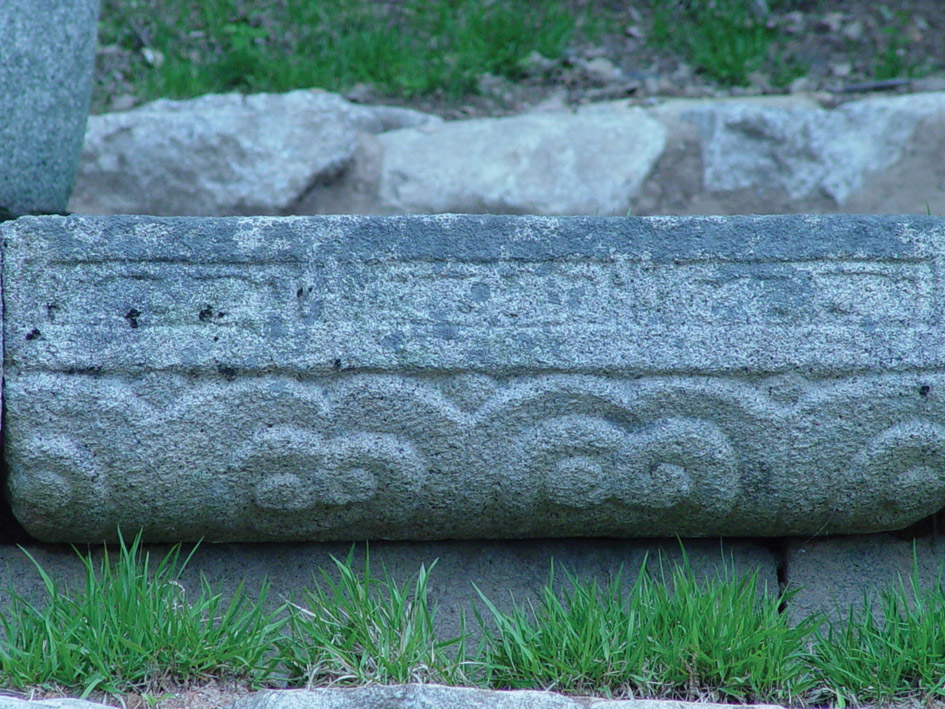
앙련과 안상문이 새겨진 계단 형태의 방형대
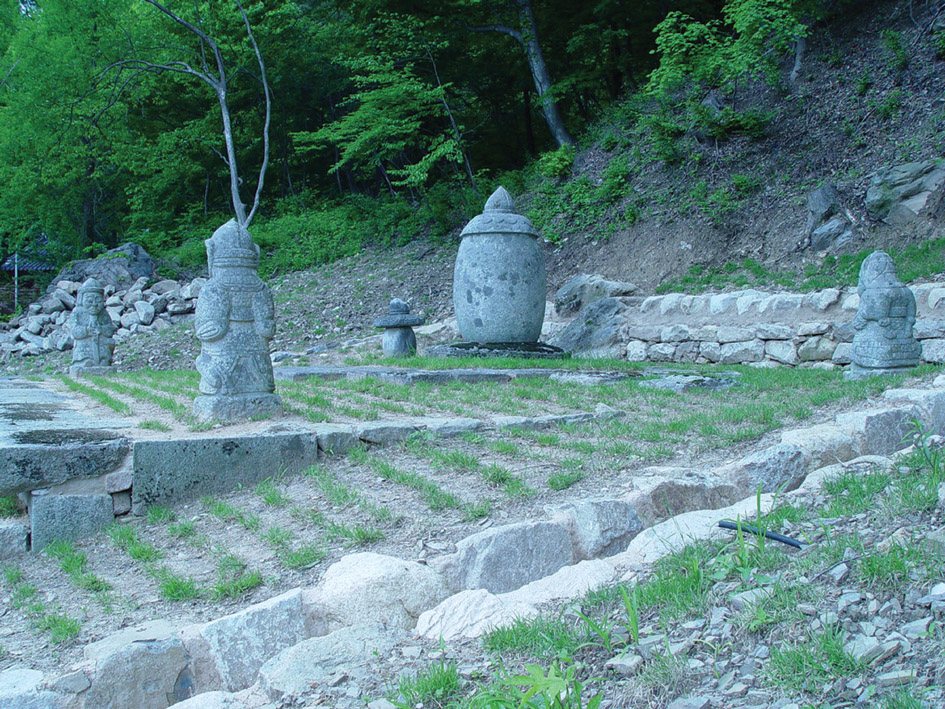
완주 안심사 금강계단 전경
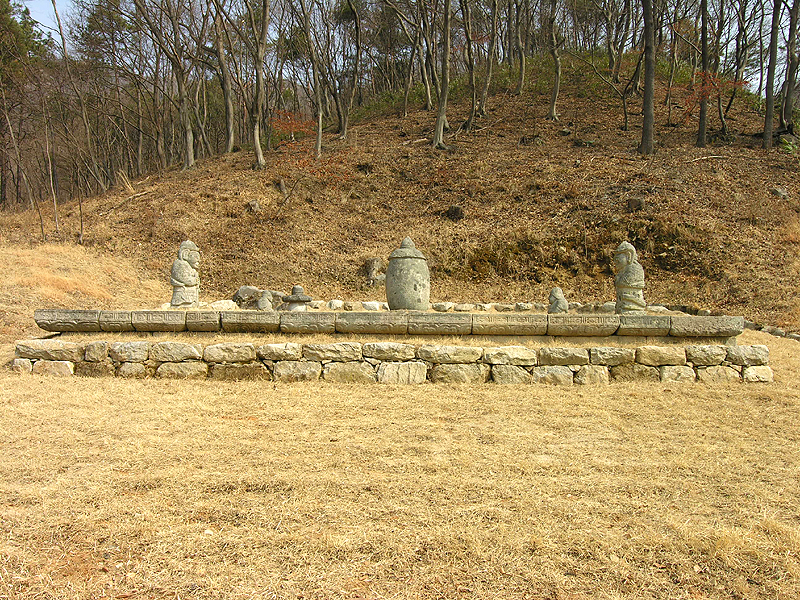
전경
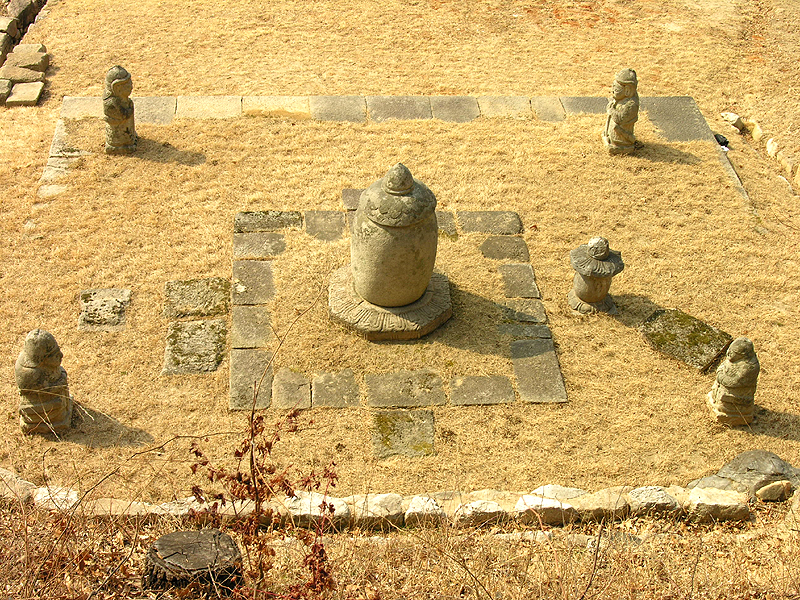
전경
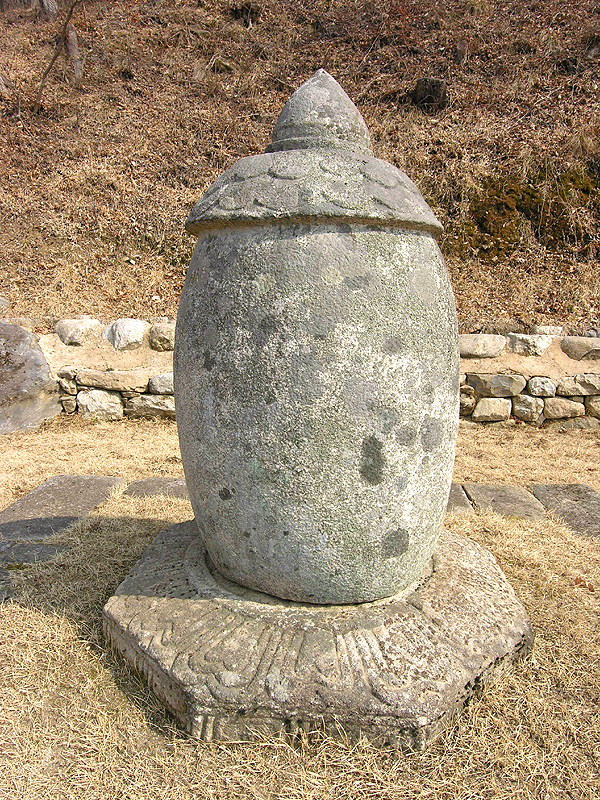
불사리탑
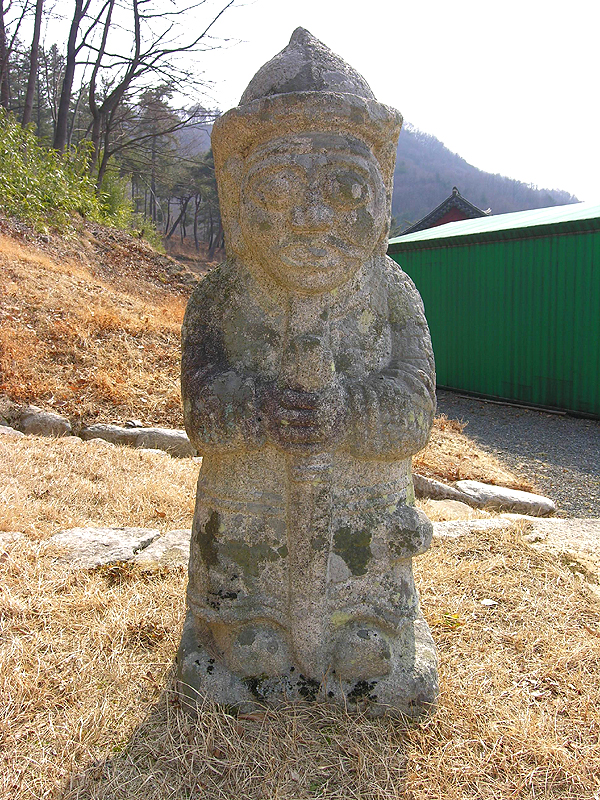
신장상
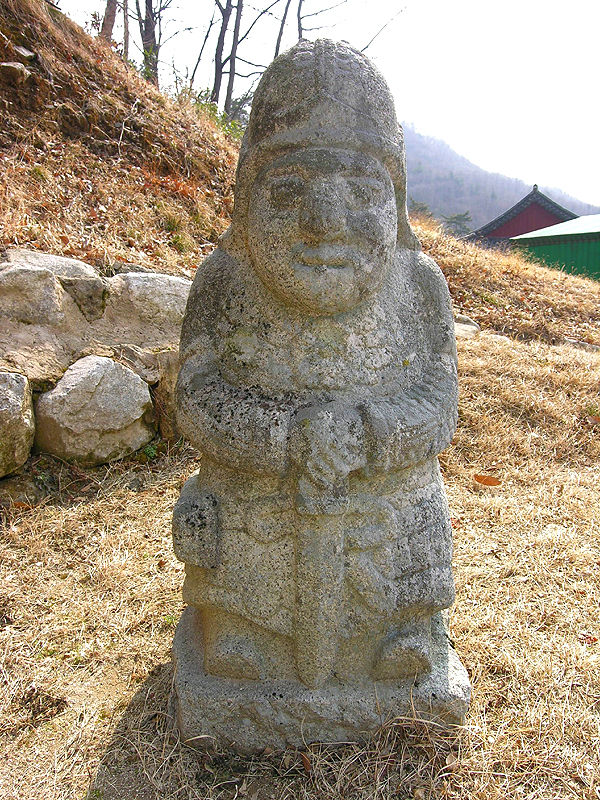
신장상
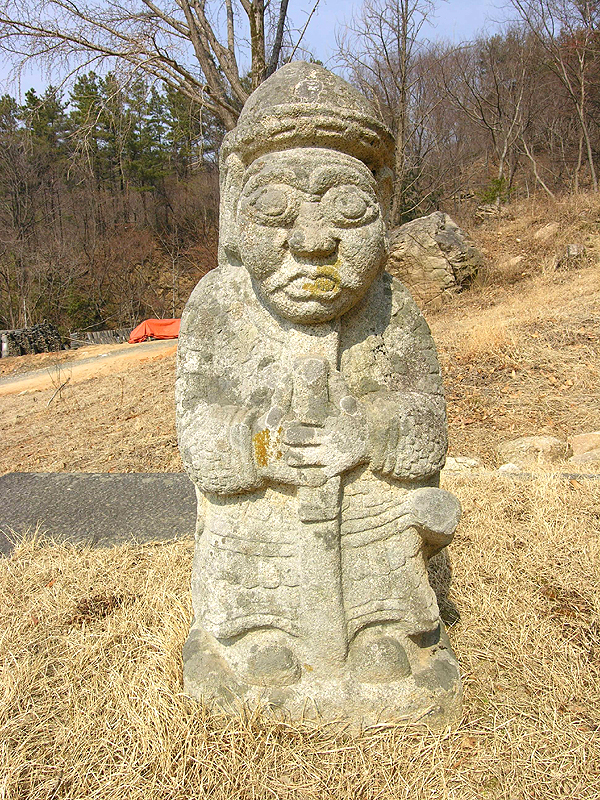
신장상
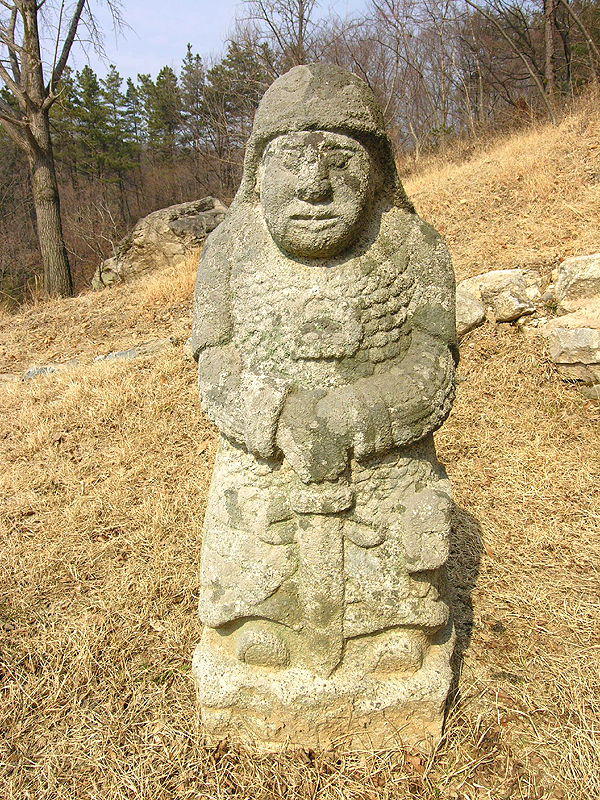
신장상
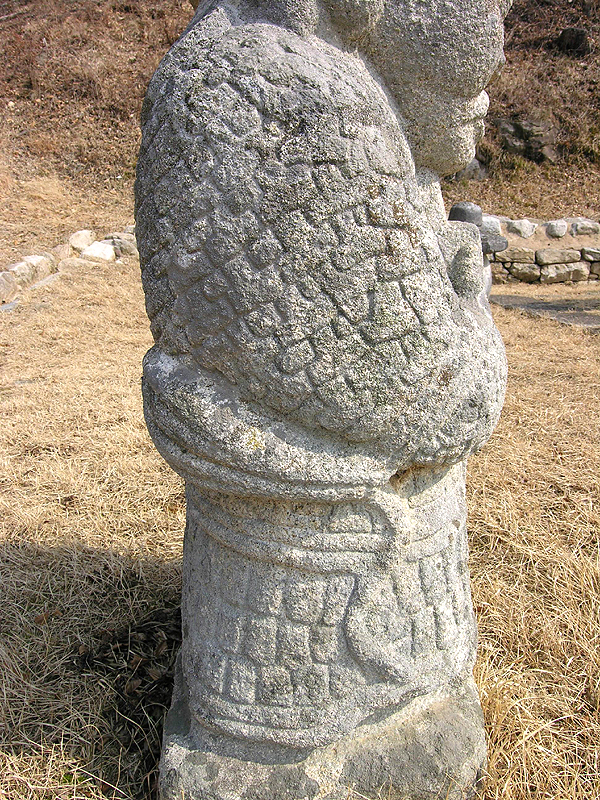
신장상갑옷

## 같이 보기
- 안심사
- 완주 안심사 사적비 - 전라북도 유형문화재 제110호
- 완주 안심사 부도군 - 전라북도 문화재자료 제186호

## 참고 자료
- 완주 안심사 금강계단 - 국가유산청 국가유산포털